# Empire Award de la meilleure scène
Les Empire Awards de la meilleure scène (Sony Ericsson Scene of the Year) sont des prix qui sont décernés chaque année entre 2003 et 2007 par le magazine de cinéma britannique Empire.
Les récompenses sont votées par les lecteurs du magazine, concernant les films sortis l'année précédant celle de la cérémonie.

## Palmarès

### Années 2000
- 2003 : Star Wars, épisode II : L'Attaque des clones pour le duel de Yoda
  - Austin Powers dans Goldmember (Austin Powers in Goldmember) pour la scène d'ouverture
  - Meurs un autre jour (Die Another Day) pour le combat à l'épée
  - Minority Report pour l'attaque des araignées
  - Le Seigneur des anneaux : Les Deux Tours (The Lord of the Rings: The Two Towers) pour le dilemme de Gollum
- 2004 : Le Seigneur des anneaux : Le Retour du roi (The Lord of the Rings: The Return of the King) pour la chevauchée des Rohirrim
  - Gangs of New York pour le discours du drapeau
  - Kill Bill : Volume 1 pour le massacre de The House of the Blue Leaves
  - Master and Commander : De l'autre côté du monde (Master and Commander: The Far Side of the World) pour la bataille d'ouverture
  - Pirates des Caraïbes : La Malédiction du Black Pearl (Pirates of the Caribbean: The Curse of the Black Pearl) pour la scène du rhum
- 2005 : Délires d'amour (Enduring Love) pour la séquence du ballon
  - Kill Bill : Volume 2 pour le combat entre La Mariée et Elle
  - Shaun of the Dead pour les scènes des archives et des zombies
  - Spider-Man 2 pour la bataille de Spider-Man contre Dr Octopus sur le train
  - La Mort dans la peau (The Bourne Supremacy) pour la course-poursuite de Moscou
- 2006 : Star Wars, épisode III : La Revanche des Sith (Star Wars, Episode III: Revenge of the Sith) pour la naissance de Dark Vador
  - Collision (Crash) pour le sauvetage de la voiture
  - The Descent pour l'attaque des mutants
  - Wallace et Gromit : Le Mystère du lapin-garou (The Curse of the Were-Rabbit) pour le combat de chiens
  - La Guerre des mondes (War of the Worlds) pour l'arrivée
- 2007 : Mission impossible 3 (Mission: Impossible 3) pour l'attaque du pont
  - Borat, leçons culturelles sur l'Amérique au profit glorieuse nation Kazakhstan (Borat: Cultural Learnings of America for Make Benefit Glorious Nation of Kazakhstan) pour le combat de Borat nu avec Azamat
  - Brick pour la poursuite à pied
  - Casino Royale pour la course-poursuite
  - Les Fils de l'homme (Children of Men) pour l'attaque de la voiture
  - Little Miss Sunshine pour la danse d'Olive
  - Pirates des Caraïbes : Le Secret du coffre maudit (Pirates of the Caribbean: Dead Man's Chest) pour le combat à l'épée sous-marin
  - Superman Returns pour le sauvetage de la navette spatiale
  - Les Infiltrés (The Departed) pour l'interrogatoire de Costigan par Franck et M. French
  - X-Men : L'Affrontement final (X-Men: The Last Stand) pour la confrontation entre Le Professeur et Le Phénix